# EndNote
EndNote是一种文献管理软件包，由科睿唯安研制开发，2017年7月发布的最新版本是X8.0.2（第18版）。它可以用来创建个人参考文献库，管理目录及引用，并且可以加入文本、图像、表格和方程式等内容及链接，可以进行当地及远程检索。撰写文章时，可以方便地插入所引用文献并按照格式进行编排。